# متاسپلویت
پروژه متااسپلویت — پروژه اختصاص داده شده به امنیت اطلاعات است. طراحی شده برای ارائه اطلاعات در مورد آسیب‌پذیریایجاد یک امضا برای شناسهایجاد و تست از سوء استفاده. معروف‌ترین پروژه چارچوب متاسپلویت  — یک بستر مناسبی برای ایجاد و اشکال زدایی سوء استفاده است. این پروژه شامل پایه opcodes بایگانی شل کد و اطلاعات مربوط به تحقیقات امنیت کامپیوتر است.
متاسپلویت در ژوئیه سال ۲۰۰۳ ایجاد شد است. نسخه ۱٫۰ نوشته شده با زبان پرل و شامل رابط کاربری گرافیکی بر اساس curses است. ساخته شده توسط HD Moore. هنگامی که کار بر روی نسخه‌ای (۲.x) او با مت میلیر و چند داوطلب همکاری می‌کند. نسخه سوم به‌طور کامل به زبان روبی بازنویسی شد و توسط Metasploit, LLC توسعه یافت. (تأسیس شده توسط توسعه دهندگان در سال ۲۰۰۶). در سال ۲۰۰۸ مجوز از چارچوب متاسپلویت اختصاصی به BSD تغییر کرد. در سال ۲۰۰۹ شرکت Rapid7 درگیر در مدیریت آسیب‌پذیری او اعلام کرد متاسپلویت محبوب منبع باز بسته دو منظوره برای انجام تست نفوذ. غیر تجاری نسخه هنوز هم در دسترس برای همه خواهد بود.
به عنوان همتایان تجاری، با نسخه رایگان از متاسپلویت هر دو توسط مدیران سیستم و متخصصان امنیتی برای محافظت از سیستم‌های کامپیوتری و هکرها-یا کراکرهای scriptkiddies برای به دست آوردن دسترسی‌های غیرمجاز برای کنترل سیستم‌ها از راه دور استفاده می‌شود.

## چارچوب متاسپلویت
یک ابزار برای تست نفوذ و استفاده از اکسپلویت است که اجازه می‌دهد تا شما طراحی و اکسپلویت‌های لازم در این مورد خاص از فشار نبرد که پیلود است که در صورت عدم موفقیت حمله برای مثال نصب یک پوسته یا یک VNC سرور امکان‌پذیر می‌کند. همچنین این چارچوب امکان رمز نگاری کد شل را می‌دهد که می‌تواند این حمله از شناسه یا IPS پنهان کند.
برای حمله به سرور از راه دور سرویس‌ها و نسخه‌ها که نیاز تحقیقات بیشتری دارد می‌توان با کمک ابزار ان‌مپ یا nessus انجام داد.

## پایگاهopcodes
ابزار مورد نیاز برای نوشتن اکسپلویت‌های جدید. این ابزار به شما اجازه می‌دهد که اکسپلویت که با نسخه‌های مختلف سیستم عامل طراحی و کدنویسی کنید.

## ادبیات
Abhinav Singh (2012). Metasploit Penetration Testing Cookbook. Packt Publishing. ISBN 978-1-84951-742-3.
- جان برف کار کارخانه sploits: یادگیری برای نوشتن اکسپلویت برای Metasploit Framework // هکر. — دسامبر 2009.